# Chiesa di Santa Maria Assunta (Sarego)
La chiesa di Santa Maria Assunta è la parrocchiale di Sarego, in provincia e diocesi di Vicenza; fa parte del vicariato di Lonigo.

## Storia
Originariamente Sarego dipendeva dalla pieve di Altavilla, da cui fu resa autonoma nel XII secolo, pur continuando a mantenere un legame con la matrice.

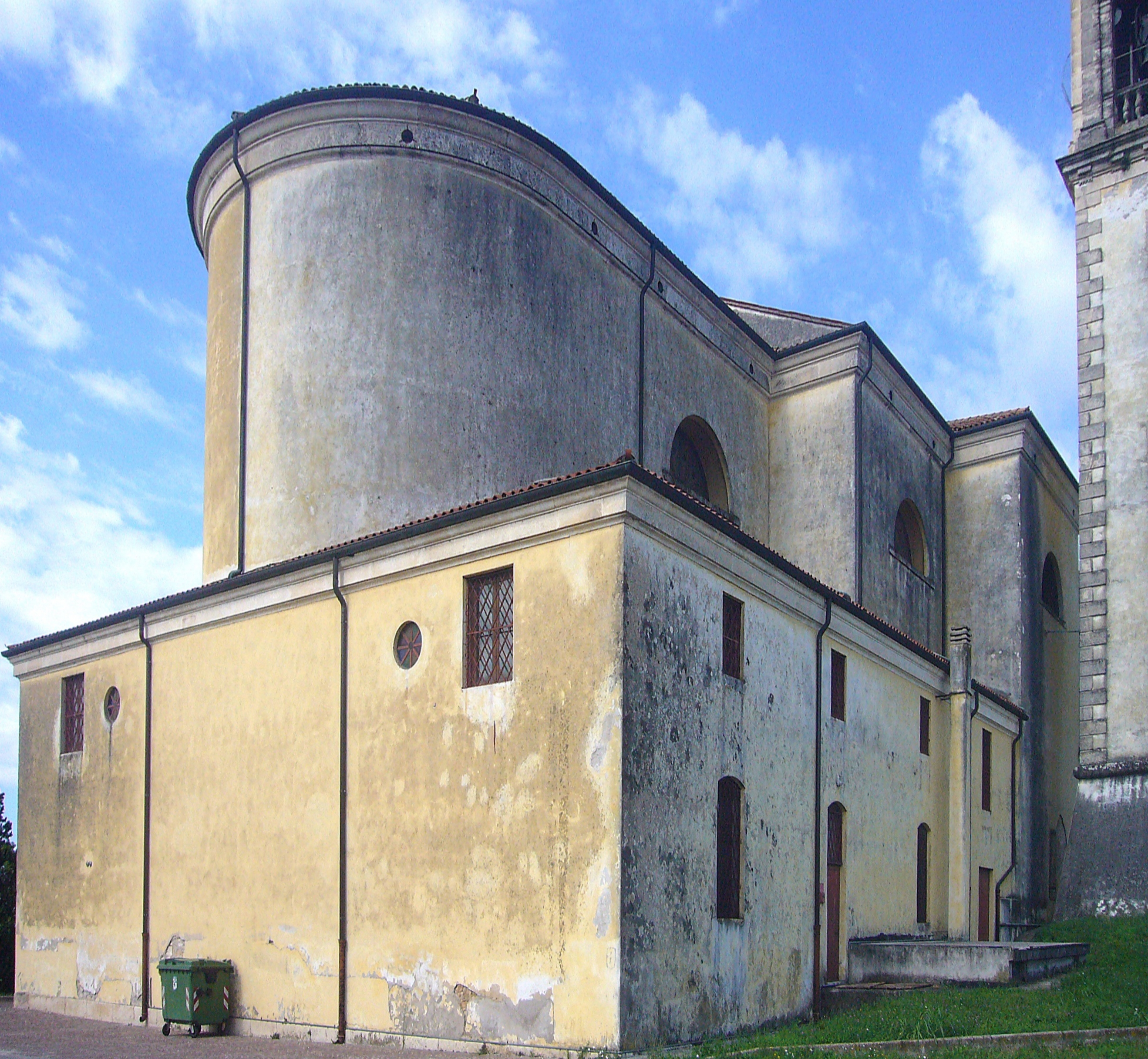
L'abside della chiesa

La chiesa di Santa Maria Assunta alla fine del Duecento aveva il titolo di collegiata e all'inizio del secolo successivo il vescovo di Vicenza Altigrado Cattaneo risolse una controversia tra il Capitolo della Cattedrale e i feudatari Da Sarego avente al centro proprio questo luogo di culto.
Nel 1873 iniziarono i lavori di costruzione della nuova parrocchiale neoclassica; l'edificio, realizzato riutilizzando materiali della precedente chiesa, venne ultimato nel 1882. La facciata fu però completata nel 1926, mentre l'anno successivo si provvide ad aggiungere la guglia del campanile.
Tra il 1933 e il 1934 furono condotti vari lavori, in occasione dei quali si procedette alla posa del nuovo pavimento e alla costruzione della sagrestia; negli anni ottanta si procedette all'adeguamento liturgico secondo le nuove norme mediante l'aggiunta dell'altare rivolto verso l'assemblea.

## Descrizione

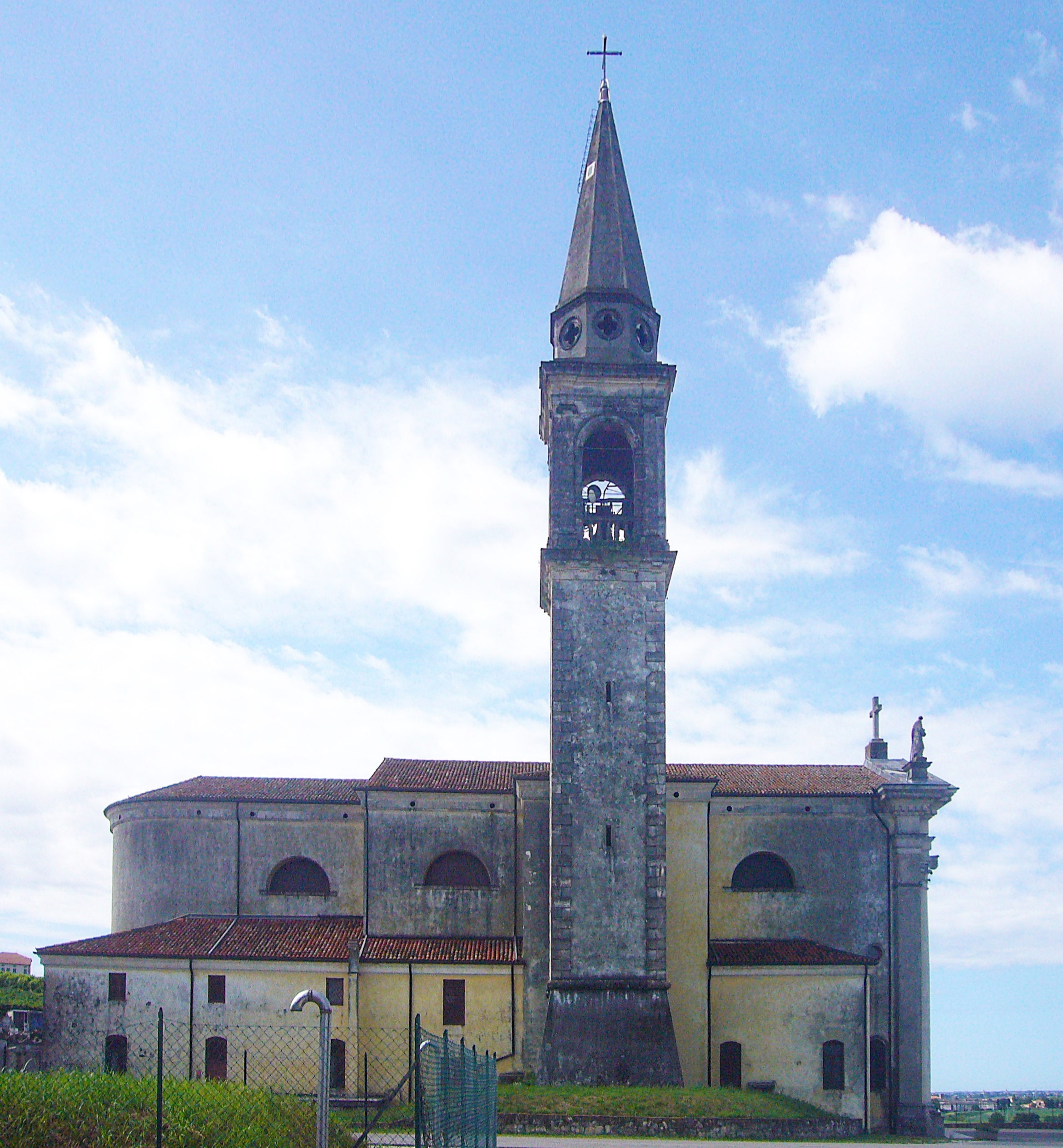
Il lato settentrionale della chiesa e il campanile

### Esterno
La facciata a capanna della chiesa, rivolta a occidente e scandita da quattro semicolonne d'ordine composito sorreggenti il timpano, presenta centralmente il portale d'ingresso, sormontato da una formella contenente un bassorilievo, mentre ai lati vi sono due nicchie con statue e due altre formelle con bassorilievi.
Accanto alla parrocchiale si erge su un alto basamento a scarpa il campanile a pianta quadrata, alto 45 metri ed eretto nel 1867; la cella presenta su ogni lato una monofora a tutto sesto ed è coronata dalla guglia piramidale poggiante sul tamburo.

### Interno
L'interno dell'edificio si compone di un'unica navata, sulla quale si affacciano due cappelle laterali introdotte da archi a tutto sesto e le cui pareti sono scandite da lesene sorreggenti la trabeazione dentellata e aggettante sopra la quale si imposta la volta a botte; al termine dell'aula si sviluppa il presbiterio, rialzato di tre gradini e chiuso dall'abside di forma semicircolare.